# Larapinta Drive
Larapinta Drive - droga stanowa nr 6 i część drogi stanowej nr 2, o długości 344 km, w Australii, na obszarze Terytorium Północnego. Ściśle turystyczna, przebiega przez park narodowy Watarrka oraz w pobliżu parków narodowych West MacDonnell, Finke Gorge i w pobliżu rezerwatu Tnorala (Gosse Bluff). Jest częścią Red Centre Way i łączy miasto Alice Springs od drogi Stuart Highway, z drogą Luritja..